# Concert per a piano núm. 17 (Mozart)
El Concert per a piano núm. 17 en sol major, K. 453, és una composició de Wolfgang Amadeus Mozart. D'acord amb la data que el mateix compositor va anotar en la partitura, el concert va ser completat el 12 d'abril de 1784.
La data de l'estrena és incerta. D'una banda, sembla que el concert va ser estrenat per l'alumna de Mozart, Barbara Ployer, el 13 de juny de 1784 en un concert en el qual Mozart havia convidat a Giovanni Paisiello les noves composicions tant seves com de la seva alumna, incloent entre d'altres el seu Quintet en mi bemoll major per a piano i vent. Més tard, Ployer interpretà al costat de Mozart la Sonata per a dos pianos, K. 448. Una altra possibilitat, anticipada per Lorenz (2006, 314), és que Mozart no va esperar dos mesos per estrenar l'obra, sinó que la va interpretar en el seu concert amb Regina Strinasacchi el 29 d'abril de 1784 al Kärntnertortheater.

## Estructura
L'obra està instrumentada per a piano sol, flauta, dos oboès, dos fagots, dues trompes, i corda. Consta de tres moviments:
1. Allegro
2. Andante, en do major.
3. Allegretto - Presto